# George Cayley
Pour les articles homonymes, voir Cayley.
George Cayley, né le 27 décembre 1773 à Brompton-by-Sawdon, près de Scarborough dans le Yorkshire et mort le 15 décembre 1857 à Brompton Hall, est un physicien, ingénieur, et homme politique britannique, pionnier de l'aéronautique. 
Il est le premier à identifier, dès 1799, les quatre forces qui sont impliquées dans le vol aérien : la poussée, la traînée, la portance et le poids.

## Biographie

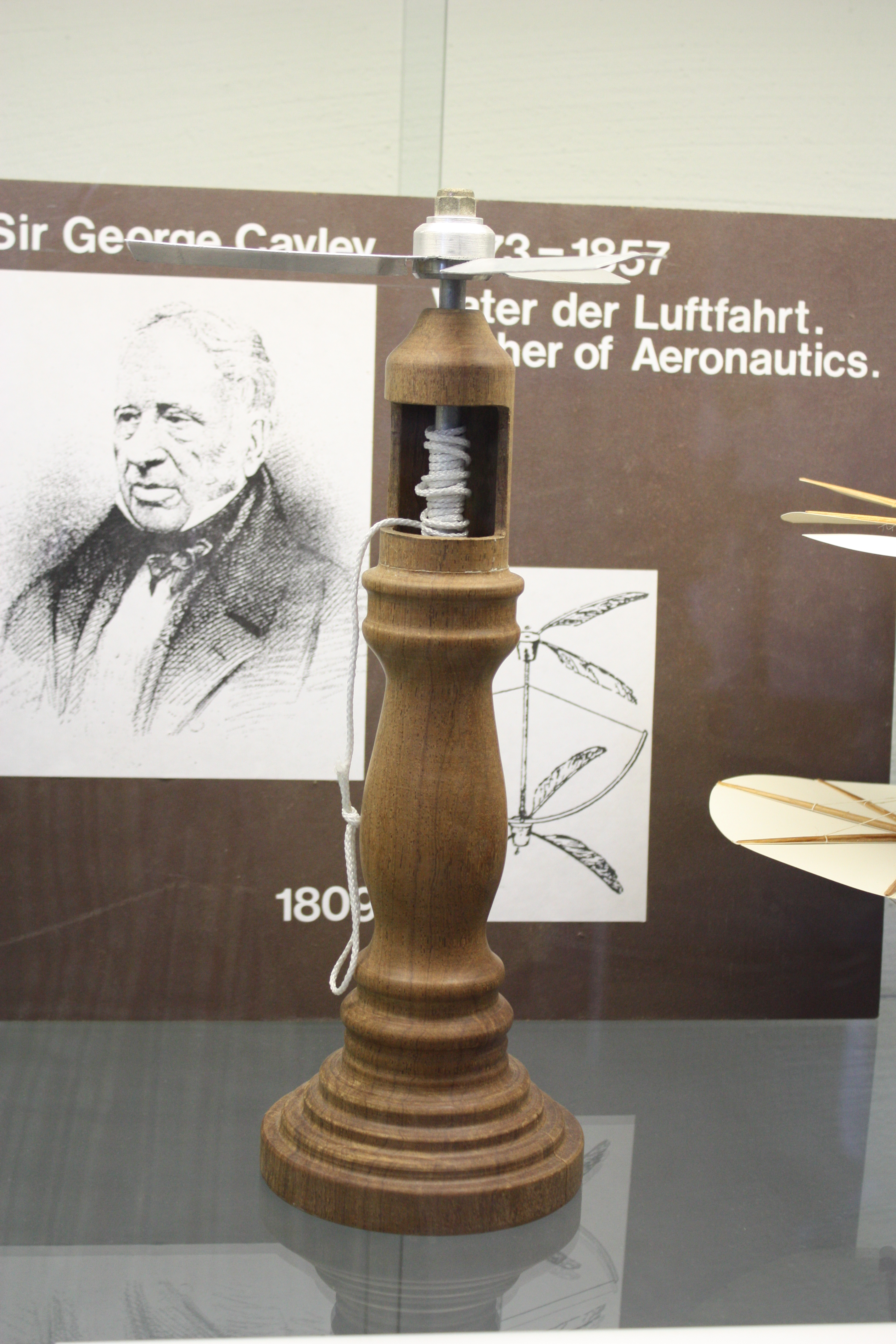
Lanceur de toupie chinoise conçu par G. Cayley.

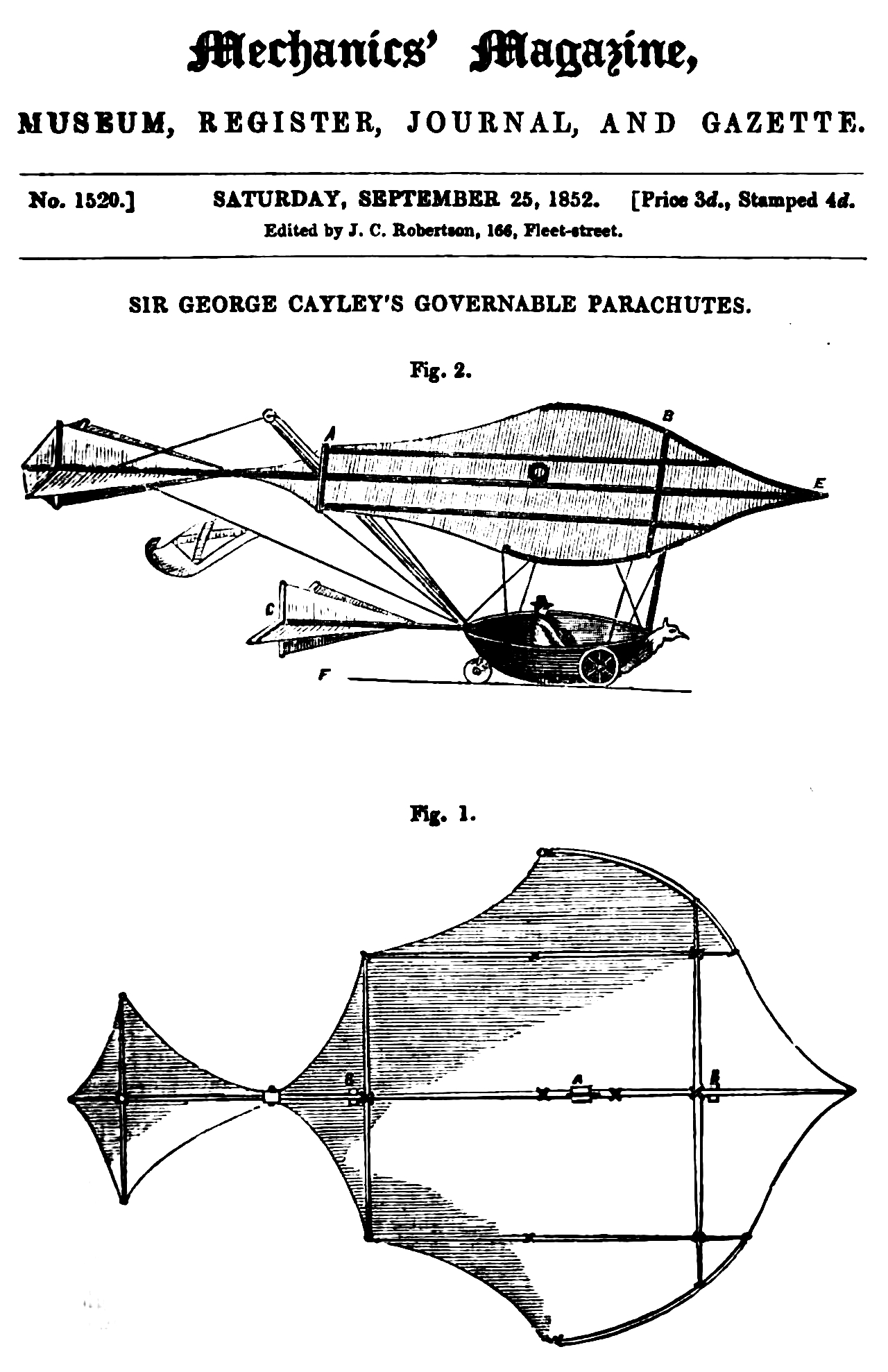
Planeur conçu par G. Cayley.

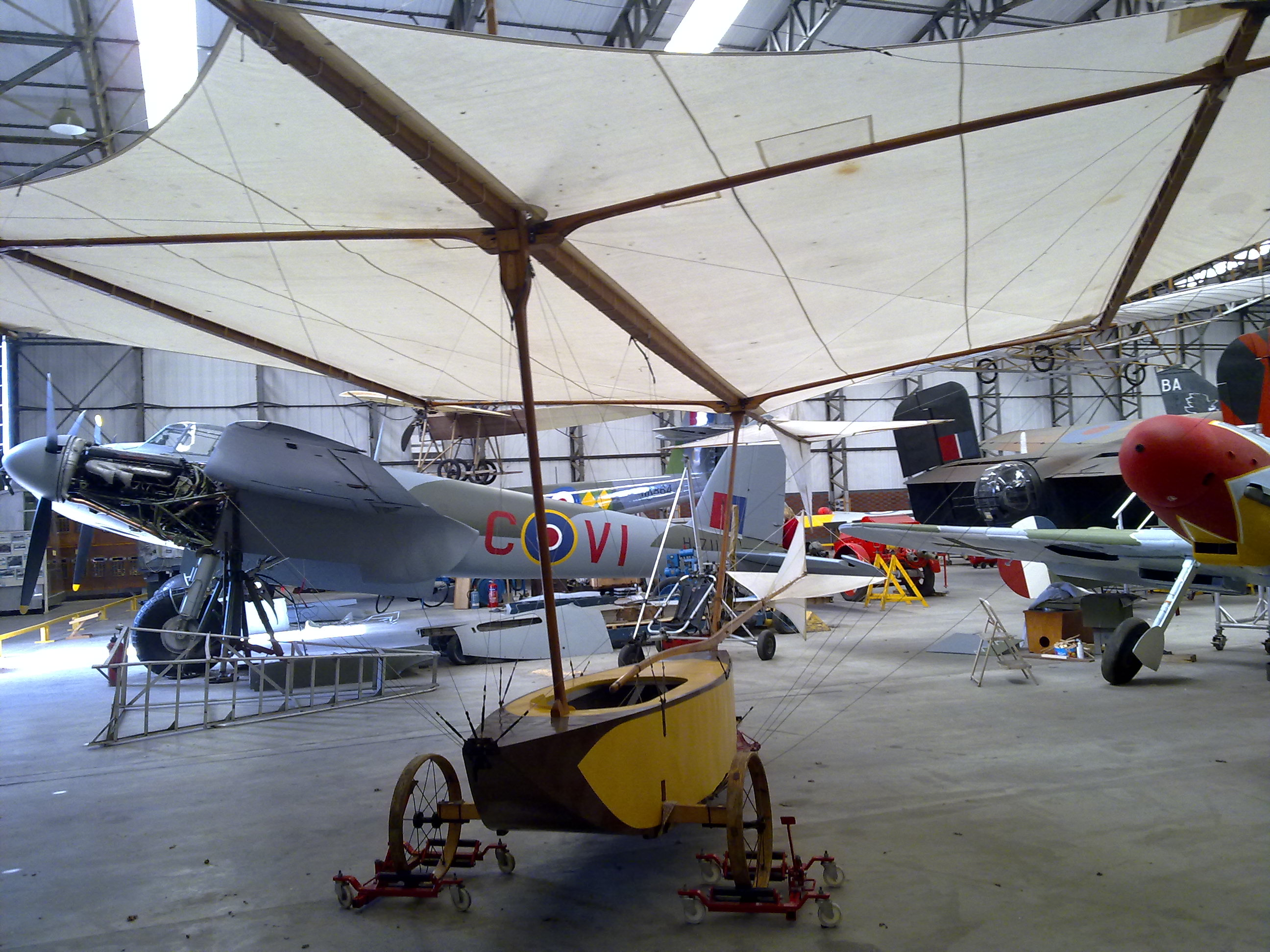
Réplique d'un planeur de G. Cayley.

Cousin éloigné du mathématicien Arthur Cayley, George Cayley est né à Brompton-by-Sawdon, près de Scarborough dans le Yorkshire.  Il est le sixième  baron  de  Brompton, charge  dont  il  hérite à la mort de son père en 1792 alors qu'il est encore étudiant.
Dès 1799, il est le premier à identifier les quatre forces qui sont impliquées dans le vol aérien : la poussée, la traînée, la portance et le poids.
En 1804, il fait voler un planeur modèle réduit d'un mètre de long, et, en 1809, un planeur grandeur réelle. En 1853, il aurait aussi inventé un planeur à rames mais la réalisation n'a jamais été authentifiée. 
On lui doit aussi des plans de machines volantes avec moteur à gaz ou à explosion. Il a été un des promoteurs de l'emploi de l’hélice. 
Jules Verne le mentionne dans le chapitre IV de son roman Robur-le-Conquérant.